# Coheed and Cambria

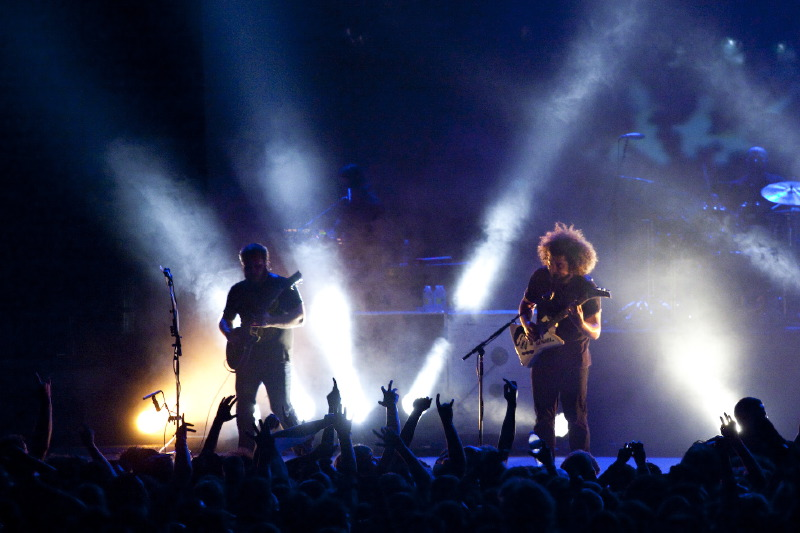
Coheed and Cambria i Central Park, New York 2010

Coheed and Cambria är ett rockband som bildades 1995 i New York. Bandets fyra medlemmar är Claudio Sanchez (sång och gitarr), Travis Stever (gitarr och bakgrundssång), Josh Eppard (trummor) och Zach Cooper (basgitarr och bakgrundssång). Under 2007–2011 skötte Wes Styles keyboard och orgel under bandets livekonserter och på Year of The Black Rainbow, men inte som fast medlem. Den tidigare basisten Michael Todd (basgitarr och bakgrundssång) fick sparken i augusti 2011 efter ett misslyckat apoteksrån.
Trummisen Josh Eppard återförenades med bandet november 2011 efter att Chris Pennie hoppat av för att satsa på sitt eget band Return to Earth och soundtrack-projektet Fight Mannequins.
Den 25 april 2012 släpptes nyheten om att Zach Cooper skulle bli Michael Robert Todds efterträdare.
Bandet har släppt fem album där vart och ett är ett kapitel i en längre berättelse. Berättelsen är skriven av Sanchez, som också skriver bandets texter. Den handlar om det gifta paret Coheed och Cambrias liv och död och deras sons kamp för hämnd.
Under 2008 framförde Coheed and Cambria en serie konserter som gick under namnet Neverender. Under fyra kvällar spelade bandet igenom sina fyra första album, The Second Stage Turbine Blade (2002), In Keeping Secrets of Silent Earth: 3 (2003), Good Apollo I'm Burning Star IV, Volume One: From Fear Through the Eyes of Madness (2005) och Good Apollo I'm Burning Star IV, Volume Two: No World For Tomorrow (2007). 
Bandets femte album, Year of the Black Rainbow, som i berättelsen utspelar sig före de övriga albumen i serien, släpptes den 13 april 2010.
Coheed and Cambria planerade att släppa sitt sjätte studioalbum The Afterman som är ett dubbelalbum separat med första halvan The Afterman: Ascension den 9 oktober och den andra halvan The Afterman: Descension under februari 2013. Albumet har spelats in i den Woodstock-baserade studion Applehead Recording i New York från november 2011 till juni 2012. Albumets budskap fokuseras på professorn Sirius Amory även kallad The Afterman när han upptäcker "Keywork" där hela världen runt Amory Wars utspelar sig på 78 planeter länkade till varandra och det som sedan kommer att bli början på hela sagan. Det kommer att bli det första albumet med trummisen Josh Eppard som lämnade bandet 2006 och med den nya basisten Zach Cooper. Under sommaren 2012 turnerade bandet med Iron Maiden. Samma sommar stod det klart att Claudio Sanchez koncept bakom skivorna vid namn Amory Wars väntas att bli en långfilm i framtiden med Mark Wahlberg och Stephen Levinson som regissörer.

## Medlemmar
Nuvarande medlemmar
- Claudio Sanchez – sång, gitarr, piano, keyboard, programmering (1995– )
- Travis Stever – gitarr, lap steel guitar, mandolin, bakgrundssång (1995, 1999– )
- Josh Eppard – trummor, bakgrundssång, keyboard, programmering (2000–2006, 2011– )
- Zach Cooper – basgitarr, bakgrundssång, cello (2012– )

Tidigare medlemmar
- Jon Carleo – basgitarr (1995–1996)
- Nate Kelley – trummor, bakgrundssång, percussion (1995–2000)
- Michael Todd – basgitarr, bakgrundssång (1996–2006, 2007–2011)
- Chris Pennie – trummor, percussion (2007–2011)

Turnerande medlemmar
- Dave Parker – keyboard (2005–2006)
- Matt Williams – basgitarr (2006–2007)
- Michael Petrak – trummor (2006–2007)
- Wes Styles – keyboard (2007–2010), basgitarr (2011)

## Diskografi

### Studioalbum
- The Second Stage Turbine Blade (2002)
- In Keeping Secrets of Silent Earth: 3 (2003)
- Good Apollo I'm Burning Star IV, Volume One: From Fear Through the Eyes of Madness (2005)
- Good Apollo I'm Burning Star IV, Volume Two: No World For Tomorrow (2007)
- Year of the Black Rainbow (2010)
- The Afterman: Ascension (2012)
- The Afterman: Descension (2013)
- The Color Before The Sun (2015)
- Vaxis – Act I: The Unheavenly Creatures (2018)
- Vaxis – Act II: A Window of the Waking Mind (2022)
- Vaxis – Act III: The Father of Make Believe (2025)

### Livealbum
- Live at the Starland Ballroom (2005)
- The Last Supper: Live at the Hammerstein Ballroom (2006)
- Neverender: Children of the Fence Edition (2009)

### EP
- Plan to Take Over the World (1999)
- The Penelope (1999)
- Delirium Trigger (2000)
- The Coheed and Cambria (2001)
- Live at La Zona Rosa (2004)
- Live at the Avalon (2005)